# Шамва
Шамва (енгл. Shamva) је насеље у Зимбабвеу 80 km северозападно од Харареа. 2 km југоисточно од насеља се налази истоимени рудник злата. Рудник злата је недавно поново отворен након што је Landela Mining Ventures Ltd., подружница компаније са седиштем на Маурицијусу, купила рудник злата Шамва од Metallon Corporation, са циљем да произведе 400 кг злата месечно до 2023. Међутим, напади, убиства и нестанци рудара злата трају у разним деловима Зимбабвеа од 2018, укључујући Шамву и оближњу Мазове. Никл се сада копа у области након што је откривено велико лежиште никла у том подручју.